# 季科
季科（1528年—？），字與登，號連江，直隸常州府江陰縣人，軍籍，明朝政治人物。

## 生平
應天府鄉試第六十名舉人。嘉靖三十二年（1553年）中式癸丑科會試第一百名，三甲第二百七十六名進士。都察院观政，授行人，选授礼科给事中，三十九年丁父忧。復除吏科给事中，四十三年二月升礼科右，闰二月升兵科左，七月升工科都。有清举错、劾陆尉、兴河渠诸疏。掌嘉靖四十四年（1565年）京察，四十四年六月升江西布政司右参政，隆庆元年（1567年）丁卯以养母请求告归，时年三十有六。于屋后筑清机园，奉养母亲。著有《华阳会语》、《寄寄堂藁》、《闲居》、《雪浪》、《鸥盟》诸集。
明嘉靖年间有大雅堂诗会，成员有刘光济、沈奎、季科、陈体文、花周、邓钦文、黄道诸人。
县广福寺后有清机园，原为宋孙氏万春园，季科得到后易名，万历間督學衙门從宜兴遷到江阴，以清机园为官署，其中荷花池即雪浪湖，池边有屋五楹，即赐闲堂。

## 家族
明初刑科给事中季有開之後。曾祖季晟宗；祖父季文昌，學者稱墨軒先生；祖母周氏；父季葵（1488年-1560年），字子忠，號秋崖。前母徐氏；母葉氏。從兄季和。